# Drôme Classic 2022
La Drôme Classic 2022, decima edizione della corsa, valevole come ottava prova dell'UCI ProSeries 2022 categoria 1.Pro, si è svolta il 27 febbraio 2022 su un percorso di 191,5 km, con partenza e arrivo a Étoile-sur-Rhône, in Francia. La vittoria fu appannaggio del danese Jonas Vingegaard, il quale completò il percorso in 4h37'05", alla media di 41,468 km/h, precedendo i francesi Guillaume Martin e Benoît Cosnefroy.
Sul traguardo di Étoile-sur-Rhône 113 ciclisti, su 142 partenti, portarono a termine la competizione.

## Squadre e corridori partecipanti
| N.      | Cod. | Squadra                     |
| ------- | ---- | --------------------------- |
| 1-7     | QST  | Quick-Step Alpha Vinyl Team |
| 11-17   | GFC  | Groupama-FDJ                |
| 21-26   | TJV  | Jumbo-Visma                 |
| 31-37   | UAD  | UAE Team Emirates           |
| 41-47   | AFC  | Alpecin-Fenix               |
| 51-57   | BOH  | Bora-Hansgrohe              |
| 61-67   | ACT  | AG2R Citroën Team           |
| 71-77   | TFS  | Trek-Segafredo              |
| 81-87   | AST  | Astana Qazaqstan Team       |
| 91-97   | IWG  | Intermarché-Wanty-Gobert    |
| 101-107 | COF  | Cofidis                     |

| N.      | Cod. | Squadra                          |
| ------- | ---- | -------------------------------- |
| 111-117 | ARK  | Team Arkéa-Samsic                |
| 121-127 | LTS  | Lotto Soudal                     |
| 131-137 | TEN  | TotalEnergies                    |
| 141-147 | UXT  | Uno-X Pro Cycling Team           |
| 151-157 | BBK  | B&B Hotels-KTM                   |
| 161-167 | BWB  | Bingoal Pauwels Sauces WB        |
| 171-176 | RIW  | Riwal Cycling Team               |
| 182-187 | AUB  | St Michel-Auber 93               |
| 191-196 | GRL  | Go Sport-Roubaix Lille Métropole |
| 201-207 | UNA  | Team U Nantes Atlantique         |
| 211-217 | NMC  | Nice Métropole Côte d'Azur       |

## Ordine d'arrivo (Top 10)
| Pos. | Corridore          | Squadra       | Tempo    |
| ---- | ------------------ | ------------- | -------- |
| 1    | Jonas Vingegaard   | Jumbo         | 4h37'05" |
| 2    | Guillaume Martin   | Cofidis       | a 3"     |
| 3    | Benoît Cosnefroy   | AG2R          | s.t.     |
| 4    | Juan Ayuso         | UAE           | a 21"    |
| 5    | Julian Alaphilippe | Quick-Step    | a 29"    |
| 6    | Alexis Vuillermoz  | TotalEnergies | a 34"    |
| 7    | Biniam Girmay      | Intermarché   | a 36"    |
| 8    | Stefano Oldani     | Alpecin       | s.t.     |
| 9    | Warren Barguil     | Arkéa         | s.t.     |
| 10   | M. Burgaudeau      | TotalEnergies | a 38"    |